# Amara angustata
Amara angustata är en skalbaggsart som beskrevs av Thomas Say 1823. Amara angustata ingår i släktet Amara och familjen jordlöpare. Inga underarter finns listade i Catalogue of Life.